# Saly Sarr
Pour les articles homonymes, voir Sarr.
Saly Sarr (née le 14 octobre 2002) est une athlète sénégalaise spécialiste du triple saut.

## Biographie
En 2019, elle remporte la médaille d'or en heptathlon et la médaille d'argent en saut en hauteur lors des Championnats d'Afrique cadets d'athlétisme 2019, à Abidjan. Elle est huitième de la finale de triple saut aux Championnats du monde juniors d'athlétisme 2021 à Nairobi. Elle obtient la médaille d'argent du triple saut aux Championnats d'Afrique d'athlétisme 2022 à Saint-Pierre.

## Palmarès
| Date | Compétition                   | Lieu         | Résultat | Épreuve         | Temps     |
| ---- | ----------------------------- | ------------ | -------- | --------------- | --------- |
| 2019 | Championnats d'Afrique cadets | Abidjan      | 1re      | Heptathlon      | 4 005 pts |
| 2019 | Championnats d'Afrique cadets | Abidjan      | 2e       | Saut en hauteur | 1,69 m    |
| 2021 | Championnats du monde juniors | Nairobi      | 8e       | Triple saut     | 12,93 m   |
| 2022 | Championnats d'Afrique        | Saint-Pierre | 2e       | Triple saut     | 13,42 m   |
| 2023 | Jeux de la Francophonie       | Kinshasa     | 1re      | Triple saut     | 14,00 m   |
| 2024 | Jeux africains                | Accra        | 3e       | Triple saut     | 13,60 m   |
| 2024 | Championnats d'Afrique        | Douala       | 1re      | Triple saut     | 14,06 m   |

## Records
| Épreuve     | Performance | Lieu | Date         |
| ----------- | ----------- | ---- | ------------ |
| Triple saut | 14,18 m     | Nice | 15 juin 2024 |